# Liste der Kulturdenkmale in Biederitz
In der Liste der Kulturdenkmale in Biederitz sind alle Kulturdenkmale der Gemeinde Biederitz (Landkreis Jerichower Land) und ihrer Ortsteile aufgelistet. Grundlage ist das Denkmalverzeichnis des Landes Sachsen-Anhalt, das auf Basis des Denkmalschutzgesetzes vom 21. Oktober 1991 erstellt und seither laufend ergänzt wurde (Stand: 31. Dezember 2023).

## Kulturdenkmale nach Ortsteilen

### Biederitz
| Lage                                                                              | Bezeichnung          | Beschreibung | Erfassungs- nummer | Ausweisungsart | Bild           |
| --------------------------------------------------------------------------------- | -------------------- | ------------ | ------------------ | -------------- | -------------- |
| B1 an der Straße zwischen Gerwisch und Heyrothsberge, Gemarkung Biederitz (Karte) | Distanzstein         |              | 094 71307          | Kleindenkmal   | Distanzstein   |
| Breite Straße (Karte)                                                             | Dorfkirche Biederitz | Kirche       | 094 05681          | Baudenkmal     | Weitere Bilder |

### Gerwisch
| Lage                               | Bezeichnung             | Beschreibung   | Erfassungs- nummer | Ausweisungsart | Bild                    |
| ---------------------------------- | ----------------------- | -------------- | ------------------ | -------------- | ----------------------- |
| Am Kreuzberg (Karte)               | Denkmal                 |                | 094 71269          | Baudenkmal     | Weitere Bilder          |
| Breiter Weg (Karte)                | Dorfkirche Gerwisch     | Kirche         | 094 71267          | Baudenkmal     | Dorfkirche Gerwisch     |
| Breiter Weg vor der Kirche (Karte) | Kriegerdenkmal Gerwisch | Kriegerdenkmal | 094 71268          | Baudenkmal     | Kriegerdenkmal Gerwisch |
| Ringstraße Friedhof (Karte)        | Kapelle                 |                | 094 86933          | Baudenkmal     | Weitere Bilder          |

### Gübs
| Lage                                | Bezeichnung          | Beschreibung   | Erfassungs- nummer | Ausweisungsart | Bild                 |
| ----------------------------------- | -------------------- | -------------- | ------------------ | -------------- | -------------------- |
| Dorfstraße (Karte)                  | Sankt-Andreas-Kirche |                | 094 05695          | Baudenkmal     | Sankt-Andreas-Kirche |
| Dorfstraße auf dem Kirchhof (Karte) | Kriegerdenkmal Gübs  | Kriegerdenkmal | 094 71257          | Baudenkmal     | Kriegerdenkmal Gübs  |
| Dorfstraße 32 (Karte)               | Taubenturm           |                | 094 71328          | Baudenkmal     | Taubenturm           |
| Dorfstraße 32 (Karte)               | Toranlage            |                | 094 71255          | Baudenkmal     | Toranlage            |

### Heyrothsberge
| Lage                                                   | Bezeichnung                        | Beschreibung | Erfassungs- nummer | Ausweisungsart | Bild                               |
| ------------------------------------------------------ | ---------------------------------- | --- | ------------------ | -------------- | ---------------------------------- |
| Am Wasserturm (Karte)                                  | Wasserturm                         | Wasserturm Im Jahr 2023 in das Denkmalverzeichnis eingetragen.                                                                                     | 094 18904          | Baudenkmal     | BW                                 |
| Biederitzer Straße Über die Ehle / Umflutkanal (Karte) | Eisenbahn-Flutbrücke über die Ehle | Ab 1846 als Teil der Eisenbahnstrecke Berlin–Magdeburg errichteten Eisenbahn-Flutbrücke. Sie führt über die Ehle bis auf das Gebiet von Magdeburg. | 107 05021          | Baudenkmal     | Eisenbahn-Flutbrücke über die Ehle |
| Biederitzer Straße 2 (Karte)                           | Villa                              | | 094 76199          | Baudenkmal     | Villa                              |

### Königsborn
| Lage                                          | Bezeichnung  | Beschreibung | Erfassungs- nummer | Ausweisungsart | Bild           |
| --------------------------------------------- | ------------ | ------------ | ------------------ | -------------- | -------------- |
| Magdeburger Straße (Karte)                    | Bahnhof      |              | 094 76228          | Baudenkmal     | Bahnhof        |
| Möckerner Straße 9 (Karte)                    | Schloss      |              | 094 76367          | Baudenkmal     | Weitere Bilder |
| Möckerner Straße 41 (Karte)                   | Wohnhaus     |              | 094 71306          | Baudenkmal     | Weitere Bilder |
| Möckerner Straße, Straße des Friedens (Karte) | Distanzstein |              | 094 71308          | Kleindenkmal   | Weitere Bilder |
| Möckerner Straße (Karte)                      | Gutshof      |              | 094 76250          | Baudenkmal     | Weitere Bilder |

### Woltersdorf
| Lage                | Bezeichnung                | Beschreibung   | Erfassungs- nummer | Ausweisungsart | Bild                       |
| ------------------- | -------------------------- | -------------- | ------------------ | -------------- | -------------------------- |
| Hauptstraße (Karte) | Dorfkirche Woltersdorf     | Kirche         | 094 05729          | Baudenkmal     | Dorfkirche Woltersdorf     |
| Hauptstraße (Karte) | Kriegerdenkmal Woltersdorf | Kriegerdenkmal | 094 71378          | Baudenkmal     | Kriegerdenkmal Woltersdorf |

## Ehemalige Denkmale nach Ortsteilen
Die nachfolgenden Objekte waren ursprünglich ebenfalls denkmalgeschützt oder wurden in der Literatur als Kulturdenkmale geführt. Die Denkmale bestehen heute jedoch nicht mehr, ihre Unterschutzstellung wurde aufgehoben oder sie werden nicht mehr als Denkmale betrachtet.

### Königsborn
| Lage                                                | Bezeichnung  | Beschreibung | Erfassungs- nummer | Ausweisungsart | Bild         |
| --------------------------------------------------- | ------------ | ------------ | ------------------ | -------------- | ------------ |
| Möckerner Straße 22, 23a, 23b, 23c, 23d, 24 (Karte) | Häusergruppe |              | 094 76249          | Baudenkmal     | Häusergruppe |

## Legende
In den Spalten befinden sich folgende Informationen:
- Lage: Nennt den Straßennamen und wenn vorhanden die Hausnummer des Kulturdenkmals. Die Grundsortierung der Liste erfolgt nach dieser Adresse. Der Link „Karte“ führt zu verschiedenen Kartendarstellungen und nennt die geographischen Koordinaten.
Link zu einem Kartenansichtstool, um Koordinaten zu setzen. In der Kartenansicht sind Baudenkmale ohne Koordinaten mit einem roten bzw. orangen Marker dargestellt und können in der Karte gesetzt werden. Baudenkmale ohne Bild sind mit einem blauen bzw. roten Marker gekennzeichnet, Baudenkmale mit Bild mit einem grünen bzw. orangen Marker.
- Offizielle Bezeichnung: Nennt den Namen, die Bezeichnung oder zumindest die Art des Kulturdenkmals und verlinkt, soweit vorhanden, auf den Artikel zum Objekt.
- Beschreibung: Nennt bauliche und geschichtliche Einzelheiten des Kulturdenkmals, vorzugsweise die Denkmaleigenschaften.
- Erfassungsnummer: Für jedes Kulturdenkmal wird in Sachsen-Anhalt eine 20stellige Erfassungsnummer vergeben. Die letzten zwölf Ziffern werden für die Untergliederung nach Teilobjekten genutzt und werden nur angegeben, soweit vergeben. In dieser Spalte kann sich folgendes Icon  befinden, dies führt zu Angaben zu diesem Baudenkmal bei Wikidata.
- Ausweisungsart: Die Einordnung des Denkmales nach § 2 Abs. 2 DenkmSchG LSA
- Bild: Ein Bild des Denkmales, und gegebenenfalls einen Link zu weiteren Fotos des Kulturdenkmals im Medienarchiv Wikimedia Commons. Wenn man auf das Kamerasymbol klickt, können Fotos zu Kulturdenkmalen aus dieser Liste hochgeladen werden: